# NGC 5844
NGC 5844 ist ein 13,2 mag heller planetarischer Nebel im Sternbild Südliches Dreieck und etwa 4.500 Lichtjahre von der Erde entfernt. Er wurde am 2. Mai 1835 von John Herschel mit einem 18-Zoll-Spiegelteleskop entdeckt, der bei zwei Beobachtungen „pB, R, vgvlbM, 60 arcseconds“ und „pB, R, vgvlbM, 70 arcseconds“ notierte.